# Rio São Francisco Falso (Braço Norte)
O rio São Francisco Falso (Braço Norte) é um curso de água que banha o estado do Paraná. 